# 73891 Pietromennea
73891 Pietromennea è un asteroide della fascia principale. Scoperto nel 1997, presenta un'orbita caratterizzata da un semiasse maggiore pari a 2,5277699 UA e da un'eccentricità di 0,1964451, inclinata di 2,73597° rispetto all'eclittica.
L'asteroide è dedicato a Pietro Mennea, celebre atleta italiano.